# スズキ・クロスビー
クロスビー（Xbee）はスズキが製造・販売するクロスオーバーSUV型のコンパクトカーである。

## 概要
軽クロスオーバーSUVのハスラーの小型乗用車規格版をイメージさせるデザインであるが、スズキ社長の鈴木俊宏は、「大人5人が乗れるワゴンの広さとSUVらしい走破性を両立した新ジャンル」と説明している。実際、ハスラー同様のトールワゴンとSUVのクロスオーバーではあるが、ハスラーのメカニズムやパーツは一切採用されておらず、Aセグメントのセレリオ（日本市場未投入）やイグニス（FF21S）、ソリオ/ソリオバンディット（MA26S/36S）のメカニズムが多用されている。

## メカニズム
プラットフォームにはソリオ/ソリオバンディット、イグニスと同じものを用いており、Aセグメント小型車向けプラットフォーム「HEARTECT（ハーテクト）」を採用。ボディサイズは全高は1,705 mmあるものの、全長や全幅はイグニスよりもわずかに大きい程度である。その為、小型クロスオーバーSUVの競合車種に比べて全長が大幅に短くなっており、取り回しを重視したサイズとなった。全幅も他の競合車種に比べて短く、1,700 mm未満に抑えられており、日本国内ではダイハツ・ロッキー/トヨタ・ライズ/スバル・レックスと並ぶ数少ない5ナンバー車である。
パワートレインには4代目スイフト「RSt」で採用実績のあるK10C型直噴ターボエンジン「ブースタージェットエンジン」（無鉛レギュラーガソリン仕様）に、ISG（モーター機能付発電機）と2種類のバッテリー（アイドリングストップ車専用鉛バッテリー+専用リチウムイオンバッテリー）を組み合わせたマイルドハイブリッドシステムを採用。1.5 Lの自然吸気エンジン並みの出力と、JC08モード燃費消費率で22.0km/L（2WD車）の低燃費を両立している。トランスミッションはマニュアルモード付パドルシフトを備えた6速ATのみである。ブースタージェットエンジンとマイルドハイブリッドシステムの組み合わせはスズキ車で初となる。
4WD車にはビスカスカップリング式のフルタイム4WDシステムを採用するほか、エンジンブレーキでは減速できないほどの急な下り坂などで、ブレーキペダルを踏まなくても自動的に車速を約7km/hにコントロールするヒルディセントコントロールと、雪道やぬかるみなどの滑りやすい路面での発進時にエンジントルクやブレーキが効果的に作動するように制御させることでスムーズな発進をサポートするグリップコントロールが標準装備される。さらに、エンジンの回転数を高めに保って高トルクを発揮する「スポーツモード」、雪道やアイスバーンでの発進・加速の際にエンジントルクをコントロールしてタイヤの空転を抑える制御を行う「スノーモード」の2種類の走行モードも搭載されている。
安全面では、小型車では4代目スイフト/スイフトスポーツに次いでの採用となる単眼カメラ+赤外線レーザーレーダー方式の衝突被害軽減ブレーキ「デュアルセンサーブレーキサポート」をはじめ、誤発進抑制機能、車線逸脱警報機能、ふらつき警報機能、先行車発進お知らせ機能、ハイビームアシストが採用されたほか、2代目スペーシア/スペーシアカスタムで初採用された超音波センサー方式の後方用衝突被害軽減ブレーキ「後退時ブレーキアシスト」、後方誤発進抑制機能、リアパーキングセンサーも採用。SRSサイドエアバッグとSRSカーテンエアバッグも採用されている。なお、2020年10月の一部仕様変更で衝突被害軽減ブレーキが夜間の歩行者の検知も可能なステレオカメラ方式の「デュアルカメラブレーキサポート」となり、アダプティブクルーズコントロール（全車速追従機能付）とスズキ車で初となる車線維持支援機能が新たに採用された。
インパネは、基本デザインこそ初代ハスラーのそれを踏襲しているが専用設計である。エアコンスイッチはイグニスのものを流用している。また、エンジンを切って運転席ドアを開けるとヘッドライトが自動消灯するライト自動消灯システムがスズキ車で初めて採用された。
コンパクトながらジムニーよりもパワーがあるため、山岳警備隊などでも採用されている。

### 型式 MN71S型（2017年～）
2017年9月22日
第45回東京モーターショー2017において、新ジャンルのクロスオーバーワゴン「XBEE（クロスビー）」を参考出品すると発表。。
2017年12月25日
発売。
ラインアップは「HYBRID MX」と「HYBRID MZ」の2グレードを設定。「HYBRID MZ」は前述した安全装備やオートライトシステムに加え、LEDヘッドランプ、パーソナルテーブル、IRカット機能付フロントガラス、プレミアムUV&IRカットガラス（フロントドア）などが標準装備されており、ステアリングやシフトノブが本革巻に、ドアハンドル類がメッキに変更されるなどしている。なお、「HYBRID MZ」で標準装備されている安全装備やLEDヘッドランプなどは「HYBRID MX」にも「スズキ セーフティ サポートパッケージ」や「LEDパッケージ」としてメーカーオプション設定されている。
ボディカラーは、モノトーンがピュアホワイトパール（メーカーオプション）、スーパーブラックパール、ミネラルグレーメタリックの3色。2トーンルーフはホワイトルーフ2色・ブラックルーフ4色の計6色で、このうち、ホワイトルーフに設定のキャラバンアイボリーパールメタリックとブラックルーフに設定のラッシュイエローメタリックは新規開発色となる。さらに、スーパーブラックパールとミネラルグレーメタリックには、ホワイトルーフに加えてサイドスプラッシュガードを別カラーに変更した「3トーンコーディネート」も設定される（メーカーオプション）。
2018年7月
仕様変更。メーカーオプションの「全方位モニター用カメラパッケージ」に、GPSアンテナ・TV用ガラスアンテナ・USBソケットの3点を追加。
2018年12月
仕様変更。「HYBRID MZ」のボディカラーに、ラッシュイエローメタリック ホワイト2トーンルーフ、キャラバンアイボリーパールメタリック ブラック2トーンルーフ、ピュアホワイトパール ブラック2トーンルーフの3色を追加（いずれもメーカーオプション）。
2019年7月3日
特別専用色「スターシルバーエディション」を発売。
「HYBRID MZ」に設定され、ルーフ・ドアミラー・サイドカラーパネルにスターシルバーメタリック塗装を採用し、シートのカラーアクセント色はアイボリーとした。ボディカラーは既存のスピーディーブルーメタリック、スーパーブラックパールに加え、通常のカタログカラーには設定のないクラレットレッドメタリックの全3色が設定される。
2020年10月15日
一部仕様変更（2型）。
グレード体系が細分化され、「HYBRID MX」にデュアルカメラブレーキサポートなどの「スズキ セーフティ サポート」関連装備やエアバッグ（SRSカーテン・フロントシートSRSサイド）、メッキインサイドドアハンドル、パーソナルテーブル（後席左右）、ドアトリムクロス（フロントドア）、シートパイピング（フロントシート）、防汚タイプラゲッジフロア、助手席シートバックポケットを追加装備した「HYBRID MV」を新設して3グレードとなり、「HYBRID MX」は従来メーカーオプション設定されていた全てのパッケージ（スズキ セーフティ サポートパッケージ、LEDパッケージ、全方位モニター用カメラパッケージ）を廃止の上、受注生産となった。「HYBRID MZ」にはシート表皮にセーレンの「ラックススェード」&レザー調、ドアトリムクロス（フロントドア）にレザー調、インパネとドアトリムのカラーパネルにダークグレーパールをそれぞれ採用した「ブラックインテリアパッケージ」が新たにメーカーオプション設定された。
ボディカラーはモノトーンはミネラルグレーメタリックを廃止する替わりに、タフカーキパールメタリックとプレミアムシルバーメタリック（メーカーオプション）を追加して4色展開に、2トーンルーフ（メーカーオプション）はスピーディーブルーメタリックをブラック2トーンルーフからホワイト2トーンルーフに変更され、ブラック2トーンルーフは赤系をファーベントレッドから4代目スイフト/スイフトスポーツ設定色のバーニングレッドパールメタリックに入れ替え、フレイムオレンジパールメタリック、ラッシュイエローメタリック、キャラバンアイボリーパールメタリックを廃止する替わりにタフカーキパールメタリックを追加したことでホワイト2トーンルーフ4パターン・ブラック2トーンルーフ3パターンの計7パターンに、3トーンコーディネートはミネラルグレーメタリックに替わってキャラバンアイボリーパールメタリックが設定され、スーパーブラックパールはコーディネートが変更された（コードが"DCD"から"EGP"に変更）。
なお、WLTCモードによる燃料消費率及び排出ガスに対応（JC08モードによる燃料消費率も併記）し、「平成30年排出ガス基準25%低減レベル（☆☆☆）」認定を取得した。
2022年7月13日
一部仕様変更（3型、8月10日発売）。
外装デザインが変更となり、フロントグリルを横基調デザインのメッキに変更、16インチアルミホイールに切削加工が施された。
ボディカラーはモノトーンはタフカーキパールメタリックを2トーンルーフ色へ移行する形で廃止する替わりにメロウディープレッドパールを追加。2トーンルーフ（メーカーオプション）は既存色をキャラバンアイボリーパールメタリック ホワイト2トーンルーフのみに絞り、タフカーキパールメタリックはブラック2トーンルーフからホワイト2トーンルーフに、スピーディーブルーメタリックとバーニングレッドパールメタリックは新設定のミネラルグレー2トーンルーフにそれぞれ変更。ミネラルグレー2トーンルーフには新色のメロウディープレッドパールが設定されるほか、こちらも新設定となるメロウディープレッド2トーンルーフにはキャラバンアイボリーパールメタリックと2トーンルーフ専用色として約1年9ヶ月ぶりの復活設定となるミネラルグレーメタリックの2パターンが設定され、3種7パターンに。3トーンコーディネートはキャラバンアイボリーパールメタリックと入れ替わりでタフカーキパールメタリックが設定された。また、一部ボディカラー設定時、シートカラーアクセントやシートパイピング（シートパイピングは「HYBRID MX」を除く）はレディッシュブラウンが設定され、「HYBRID MZ」にはメーカーオプションとして、シルバーステッチを施した「ラックススエード」&ブラウンレザー調シート表皮、ブラックレザー調のドアトリムクロス、ブラウンメタリックのカラーパネルで構成された「ブラウンアクセントパッケージ」が設定された。
装備面では「HYBRID MZ」のみの装備だったプレミアムUV&IRカットガラス（フロントドア）とIRカット機能付フロントガラスを「HYBRID MV」にも拡大して装備され、「HYBRID MV」・「HYBRID MZ」にはインパネ中央部にUSB電源ソケット（Type-A・Type-C 各1個ずつ）が追加された。
2023年11月20日
アルト、アルトラパン、アルトラパンLC、スペーシアベースと共に一部仕様変更（4型、12月13日発売）。
法規対応に伴ってメーターパネル内にリアパーキングセンサー作動表示灯が追加されたほか、リアパーキングセンサーを「HYBRID MX」にも拡大して全車標準装備となった。また、仕様変更や原材料価格の高騰などに伴ってメーカー希望小売価格が改定され、いずれも駆動方式を問わず、「HYBRID MX」は10.12万円、「HYBRID MV」と「HYBRID MZ」は9.02万円（10%の消費税込）それぞれ値上げされた。
2024年8月23日
車体色ラインナップの変更を発表（10月発売）。
モノトーンはプレミアムシルバーメタリック（メーカーオプション）とメロウディープレッドパールを廃止する代わりに、2トーンルーフ専用色だったキャラバンアイボリーメタリックをモノトーンにも拡大して設定されたことで3色に整理。2トーンルーフ（メーカーオプション）はメロウディープレッド2トーンルーフが廃止される代わりに、ホワイト2トーンルーフにミネラルグレーメタリックを追加。さらに、約2年ぶりにブラック2トーンルーフが復活設定され、タフカーキパールメタリック、約3年8ヶ月ぶりの復活設定となるキャラバンアイボリーパールメタリック、新設定となるピュアホワイトパールを追加して3種9パターンに拡充。3トーンコーディネート（メーカーオプション）はスーパーブラックパールの1パターンのみとなった。
また、ホワイト2トーンルーフはバンパーガーニッシュがシルバーからホワイトへ変更された。

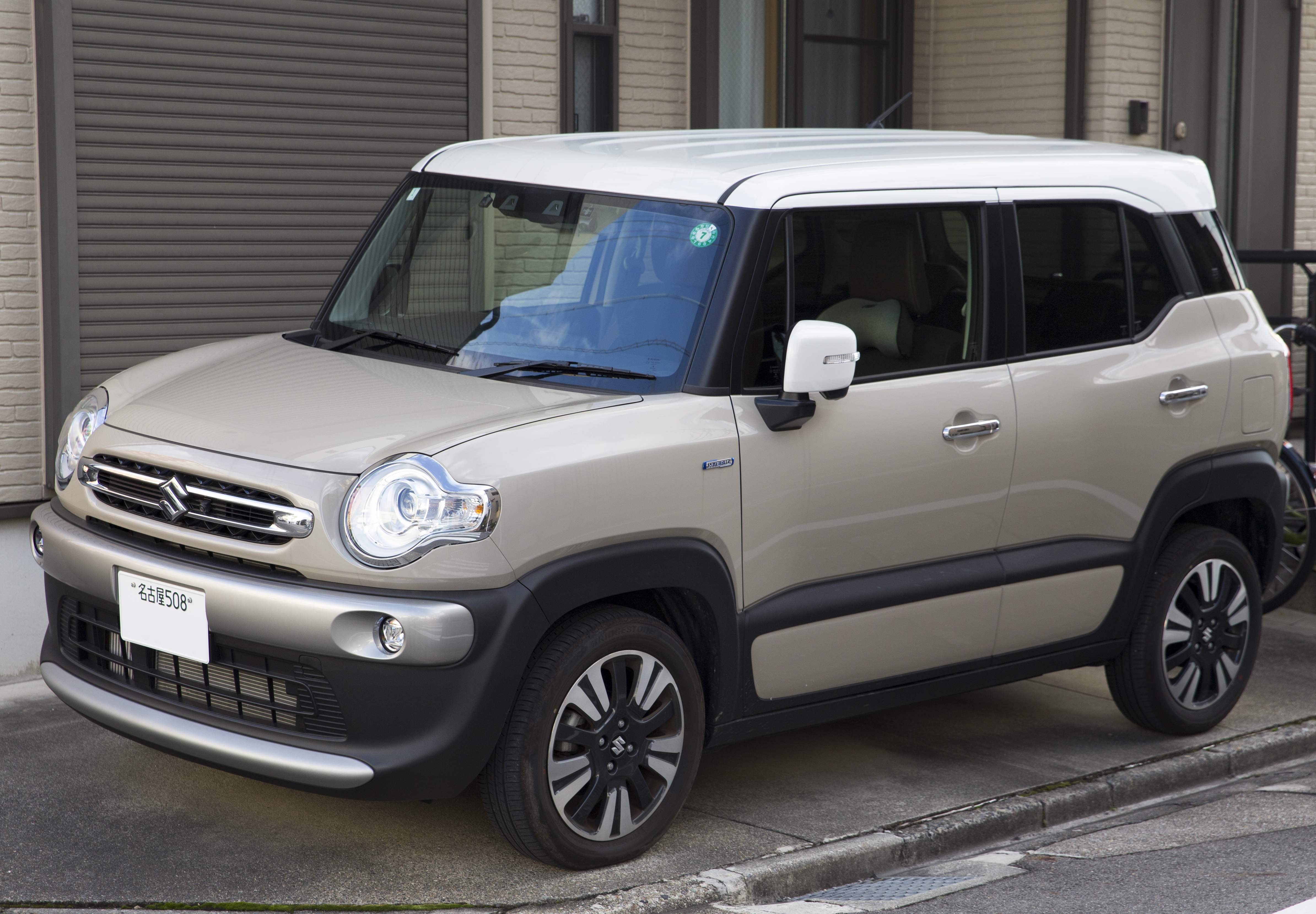
2022年07月改良型 HYBRID MZ フロント
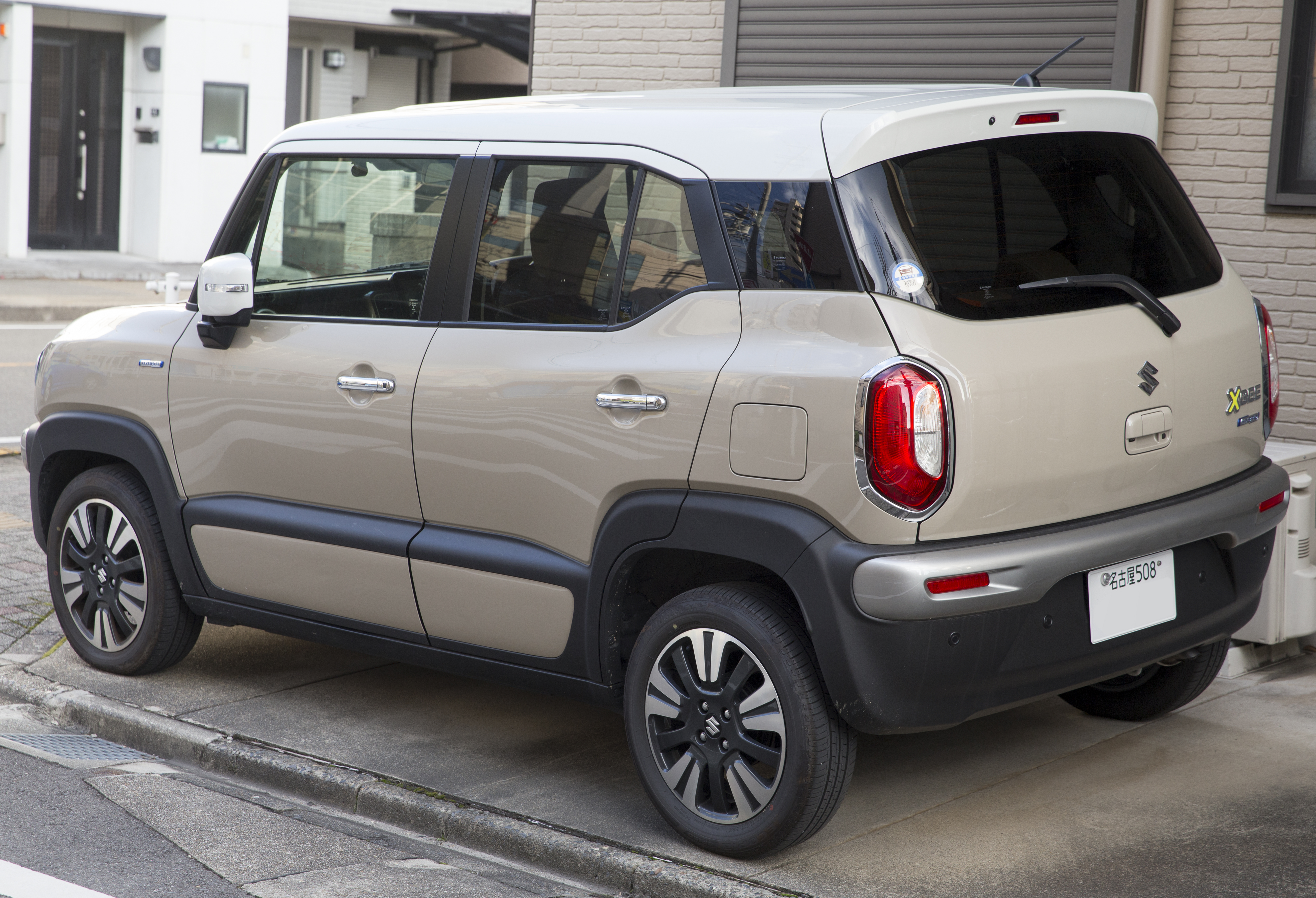
2022年07月改良型 HYBRID MZ リア

## 車名の由来
「XBEE」は、「ワクワクするクロスオーバー」を英訳した「X（CROSS OVER）to Be Exciting」からの造語。

### 注記
1. ↑  アイソレーテッド・トレーリング・リンク
2. ↑  全長で+60 mm、全幅で+10 mm。
3. ↑  同時装着も可能で、ライト自動消灯システムとオートライトシステムは「スズキ セーフティ サポートパッケージ」側で装着されるため、「LEDパッケージ」のオプション料金が割安になる。
4. ↑  ラッシュイエローメタリックとキャラバンアイボリーパールメタリックはホワイト2トーンルーフ専用色へ移行。
5. ↑  メロウディープレッドパール、ミネラルグレー2トーンルーフ（スピーディーブルーメタリックは除く）、メロウディープレッド2トーンルーフ、スーパーブラックパール 3トーンコーディネートが対象。ただし、「ブラウンアクセントパッケージ」を設定している場合は対象外。
6. ↑  ミネラルグレー 2トーンルーフ専用色へ移行